# 朱蘇德拉
朱蘇德拉（蘇美語： 𒍣𒌓𒋤𒁺 ，亞述語: 𒍣𒋤𒁕），或者译为祖蘇德拉、赛苏陀罗（Ziusudra，原意是「長壽者」）是蘇美爾神話中的人物，希臘化的名字則是西蘇特羅斯（Xisuthros）。在阿卡德文明，與之相似的人物是阿特拉哈西斯（意思是「極其智慧者」）與烏特納匹什提姆（意思是「他建立了生命」）。他們是上古西亞文化中，大洪水傳說的英雄。
最早的大洪水傳說是用蘇美語言寫成。年代是前2600年，如今只保留在零碎的片段中。這段紀錄也是已知最早的文學作品之一。與之平行的故事，也出現在其他文化的傳說中，例如《舊約聖經》裡的諾亞方舟。

## 大眾文化
神魔之塔的巴比倫神明系列召喚獸；五星「阿特拉哈西斯」、六星「智慧者 ‧ 阿特拉哈西斯」、七星「機研始祖 · 阿特拉哈西斯」。
在Fate/Grand Order遊戲中，在第七章劇情以冥界初代守護者的身分出現，但劇情後期揭露該章節中的他是由西元11世紀的著名暗殺組織織阿薩辛派的創始人哈桑·沙巴假扮而成。

## 參看
- Deluge (mythology)
- Atrahasis Epic
- Gilgamesh flood myth

## 外部連結
- A comparison of equivalent lines in six ancient versions of the flood story